# Homolka (Východolabská tabule)
Homolka (286 m n. m.) je vrch v okrese Hradec Králové Královéhradeckého kraje při hranici s okresem Jičín. Leží asi 0,5 km severně od obce Vinary, vrcholem na katastrálním území Vinary a severním svahem na území vsi Hrobičany.

## Geomorfologické zařazení
Geomorfologicky vrch náleží do celku Východolabská tabule, podcelku Cidlinská tabule, okrsku Novobydžovská tabule a podokrsku Smidarská tabule.